# I, a Man
I, a Man (Yo, un Hombre) es una película realizada en el año 1967 escrita, dirigida y fotografiada por el artista estadounidense Andy Warhol. La película representa al protagonista principal, interpretado por Tom Baker, en una serie de encuentros sexuales con ocho mujeres. Warhol creó la película como respuesta a la popular película erótica escandinava I, a Woman (Yo, una Mujer) de 1965 y que había sido estrenada en los Estados Unidos en octubre de 1966.

## Reparto
La película contó con varias de las «Warhol Superstars» de su estudio The Factory de Nueva York. 
- Tom Baker como Tom.
- Cynthia May como Chica en la cocina.
- Nico como Chica con televisión.
- Ingrid Superstar como Chica sobre la mesa.
- Stephanie Graves como Chica en Penthouse.
- Valerie Solanas como Chica en la escalera.
- Bettina Coffin como Última chica.
- Ultra Violeta.

Warhol dio a Solanas un papel en la película por 25 dólares y como compensación por un guion que había dado a Warhol llamado Up Your Ass, que se había perdido. Solanas más tarde intentó matar a Warhol disparándole. 
De acuerdo con una biografía del año 2004, Jim Morrison accedió aparecer en la película al lado de Nico, pero más tarde se retiró y en su lugar envió su amigo Tom Baker a la producción.

## Recepción
Roger Ebert del Chicago Sun Times escribió que la película no «era sucia, sino divertida, incluso algo más que una película muy larga y sin sentido», y la describió como «la elaboración intencionada de un chiste aburrido». Howard Thompson en su reseña para el New York Times escribió «La desnudez no es un rival para el diálogo y el tono de aburrimiento que invade toda la película.»